# Xylocopa prashadi
Xylocopa prashadi är en biart som beskrevs av Maa 1938. Xylocopa prashadi ingår i släktet snickarbin, och familjen långtungebin. Inga underarter finns listade i Catalogue of Life.